# Comité Olímpico Malgache
El Comité Olímpico Malgache es el Comité Nacional Olímpico de Madagascar, fundado en 1963 y reconocido por el COI desde 1964.